# American Anthropometric Society
American Anthropometric Society – założone w 1889 roku w Filadelfii stowarzyszenie, mające na celu pozyskiwanie i przechowywanie mózgów wybitnych osób w celu ich badań. Założycielami byli Joseph Leidy, Harrison Allen, Francis Xavier Dercum i Edward Charles Spitzka. Członkostwo w stowarzyszeniu obligowało do przekazania po śmierci swojego mózgu. 